# Juninho (futebolista, 1989)
Vitor Gomes Pereira Júnior, mais conhecido como Juninho (São José dos Campos, 5 de janeiro de 1989), é um futebolista brasileiro que atua como volante. Atualmente está sem clube.

## Carreira
Juninho começou sua carreira nas categorias de base do São Paulo. Jogou pela equipe juvenil do clube, vencendo o Paulista Sub-17 em 2006. Pela equipe profissional do São Paulo, jogou apenas um jogo em 2007. Em 2010, Juninho foi emprestado ao Los Angeles Galaxy, dos Estados Unidos, juntamente com seus colegas de clube Alex Cazumba e Leonardo.
Fez sua estréia pela equipe em 27 de março de 2010, em jogo do Galaxy contra o New England Revolution, e marcou seu primeiro gol pelo Galaxy em uma vitória por 2-0 sobre o AC St. Louis.
Atuando com a camisa 19, Juninho acabou eleito um dos destaques da Primeira Divisão do Campeonato norte-americano. Atuou em 28 das 32 partidas disputadas pelo Galaxy na temporada, sempre como titular. Nos quatro jogos em que não atuou, estava suspenso ou machucado. Em 20 de dezembro de 2011, renova por mais três anos com o São Paulo. Mas em fevereiro de 2012, o Galaxy anunciou a sua volta. Em janeiro de 2013, o São Paulo confirmou a venda definitiva de Juninho para o LA Galaxy.

## Estatísticas
Até 30 de outubro de 2011
| Clube             | Temporada         | Campeonato Nacional | Campeonato Nacional | Copa Nacional | Copa Nacional | Competição Internacional¹ | Competição Internacional¹ | Outros Torneios² | Outros Torneios² | Total | Total |
| Clube             | Temporada         | Jogos               | Gols                | Jogos         | Gols          | Jogos                     | Gols                      | Jogos            | Gols             | Jogos | Gols  |
| ----------------- | ----------------- | ------------------- | ------------------- | ------------- | ------------- | ------------------------- | ------------------------- | ---------------- | ---------------- | ----- | ----- |
| São Paulo         | 2008              | 0                   | 0                   | 0             | 0             | 1                         | 0                         | 0                | 0                | 1     | 0     |
| São Paulo         | 2012              | 0                   | 0                   | 0             | 0             | 0                         | 0                         | 0                | 0                | 0     | 0     |
| São Paulo         | Total             | 0                   | 0                   | 0             | 0             | 1                         | 0                         | 0                | 0                | 1     | 0     |
| Total na Carreira | Total na Carreira | 0                   | 0                   | 0             | 0             | 1                         | 0                         | 0                | 0                | 1     | 0     |

¹Em competições continentais, incluindo jogos e gols da Copa Libertadores e Copa Sul-Americana.

²Em outros, incluindo jogos e gols pelo Campeonato Estadual.

## Vida pessoal
É irmão do atacante Ricardo Goulart, que atua no Bahia.

## Títulos
Los Angeles Galaxy
- Desert Diamond Cup: 2012
- MLS Cup: 2011, 2012 e 2014
- MLS Supporters' Shield: 2010 e 2011

São Paulo
- Dallas Cup: 2007

### Categorias de base
São Paulo
- Campeonato Paulista Sub-17: 2006